# Mexichromis mariei
Mexichromis mariei (Crosse, 1872) è un mollusco nudibranchio della famiglia Chromodorididae.

## Distribuzione  e habitat
La specie è diffusa al largo delle coste della Nuova Caledonia.